# Libknechtiwka
Libknechtiwka (ukrainisch Лібкнехтівка – ukrainisch offiziell seit dem 12. Mai 2016 Китай Kytaj; russisch Либкнехтовка Libknechtowka, krimtatarisch Qıtay) ist ein Dorf im Osten der ukrainischen Autonomen Republik Krim, mit 460 Einwohnern (2001).

## Geographie
Libknechtiwka liegt im Osten der Halbinsel Kertsch im Rajon Lenine. Das Rajonzentrum Lenine liegt 33 km westlich und die Stadt Kertsch befindet sich 28 km östlich des Dorfes. Die Fernstraße M 17 / E 97 verläuft 10 km südlich des Dorfes.
Östlich des Dorfes befindet sich der 189,8 m hohe Berg Majak. Administrativ gehört das Dorf zusammen mit den Dörfern Tschystopillja (Чистопілля), Satyschne (Затишне) und Tassunowe (Тасунове) zur Landratsgemeinde Tschystopillja.

## Geschichte

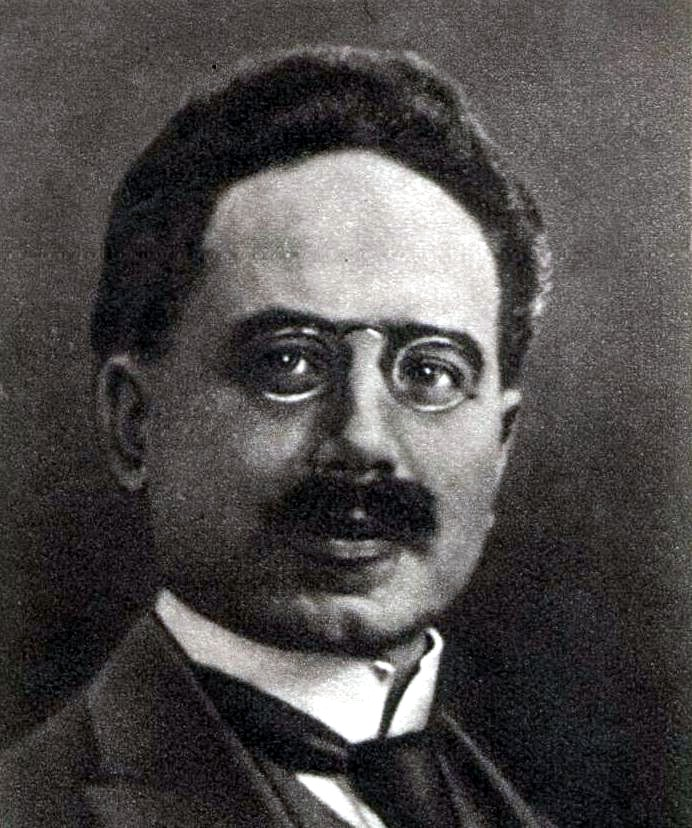
Der Namensgeber des Dorfes Karl Liebknecht

Das Dorf Kytai (ukrainisch Китай, krimtatarisch Qıtay, deutsch Kitai oder seltener Kitaj) nach der Annexion des Krimkhanats durch Russland wurde erstmals im Jahr 1784 urkundlich erwähnt.
Nach Abwanderung der Krimtataren in Folge des Krimkriegs in die Türkei war das Dorf verlassen, bis es im Jahre 1860 Krimdeutsche neu begründeten und besiedelten. Zur Zeit der Sowjetunion hieß es ab 1924 nach dem 1919 ermordeten Gründer der Kommunistischen Partei Deutschlands (KPD) Karl Liebknecht Libknechtowka.
Kurz nach Beginn des deutschen Überfalls auf die Sowjetunion ließ Stalin am 18. August 1941 die Einwohner über die Region Stawropol nach Sibirien und ins nördliche Kasachstan deportieren.